# ريك روبرتس (لاعب هوكي الحقل)
ريك روبرتس هو لاعب هوكي الحقل كندي، ولد في 8 ديسمبر 1967.